# Cortese di Gavi spumante
Pour les articles homonymes, voir Gavi.
Le Cortese di Gavi spumante (appelé aussi Gavi spumante) est un vin effervescent  blanc italien de la région Piémont doté d'une appellation DOCG depuis le 10 août 1998. Seuls ont droit à la DOCG les vins blancs récoltés à l'intérieur de l'aire de production définie par le décret. 

## Aire de production
Les vignobles autorisés se situent en province d'Alexandrie dans les 11 communes de Bosio, Capriata d'Orba, Carrosio, Francavilla Bisio, Gavi, Novi Ligure, Parodi Ligure, Pasturana, San Cristoforo, Serravalle Scrivia et  Tassarolo.
Voir aussi l’article Cortese di Gavi frizzante.

## Caractéristiques organoleptiques
- couleur : jaune paille, fine mousse
- odeur :  fin, délicat, caractéristique
- saveur : sec, harmonique, plein, agréable

Le Cortese di Gavi spumante se déguste à une température de 6 à 8 °C et il se boit jeune.

## Production
Province, saison, volume en hectolitres :
- pas de données disponibles